# LoveHateHero
LoveHateHero ist eine Post-Hardcore-Band aus Burbank (Los Angeles County), Kalifornien. Sie sind bei Ferret Music unter Vertrag und absolvierten schon Touren mit Band wie Chiodos, 18 Visions, Funeral for a Friend, He Is Legend, und It Dies Today. Ihr im Februar 2007 veröffentlichtes zweites Album hat gemischte, aber überwiegend gute Kritiken bekommen.

## Geschichte
Die Gründungsmitglieder Pierrick Berube, Josh Newman, Mark Johnston, Paris Bosserman, und Bryan Ross nahmen ihr erstes Album in Eigenregie auf und versuchten es lange an ein Label zu verkaufen, bis sie Ende 2005 bei Ferret Music unter Vertrag genommen wurden. Sie absolvierten einige Touren. Kurz vor der vierten Major-Tour verließen drei Bandmitglieder, Josh, Mark, und Bryan, die Band, einer von ihnen nahm sogar den Tourbus mit. Weil die Konzerte aber so kurz vorher nicht abgesagt werden konnten, nahmen sie Scott Gee und Myke Russel mit in die Band und spielten zu viert ihre Tour bis New York, wo sie Kevin Trasher, der mit seiner Band im Vorprogramm spielte, engagierten. Dieser gilt, nachdem er seinen High-School-Abschluss absolviert hatte, auch als vollständiges Mitglied. Während der Tour 2006/2007 verließ Myke Russell die Band. Er wurde auf dem Rest der Tour von dem ehemaligen Gitarristen Josh Newman ersetzt.

## Diskographie
- 2005: Just Breathe (Ferret Music)
- 2007: White Lies (Ferret Music)
- 2009: America Underwater (Ferret Music)